# Spiridon Kedia
Spiridon Kedia (ur. 20 września 1884 r., zm. w 1948 r.) – gruziński polityk, emigracyjny działacz narodowy i publicysta
W 1905 r. aktywnie uczestniczył w demonstracjach przeciwko caratowi, z powodu czego wyrzucono go z gimnazjum. Wstąpił do Gruzińskiej Partii Federalistycznej, głoszącej hasła niepodległościowe, ale szybko się z niej wycofał. W 1906 r., zagrożony aresztowaniem, wyjechał do Francji. Ukończył szkołę średnią w Paryżu. W 1907 r. rozpoczął studia na uniwersytecie paryskim, ale z powodu choroby musiał je przerwać. Ostatecznie ukończył studia na uniwersytecie w Montpellier. Podczas studiów był członkiem Stowarzyszenia Studentów Gruzińskich. Po wybuchu I wojny światowej powrócił do Rosji, ale został aresztowany. Osadzono go w więzieniu w Kronsztadzie. Pod koniec 1914 r. wypuszczono go na wolność, po czym przybył do Tyflisu. W 1917 r. współzałożył niepodległościową Gruzińską Partię Narodowo-Demokratyczną, obejmując funkcję jej przewodniczącego. Ponadto wszedł w skład Gruzińskiej Rady Narodowej. Na pocz. 1918 r. brał udział w konferencji pokojowej z Imperium Osmańskim. Następnie nawiązał stosunki z Niemcami, które stały się sojusznikiem niepodległego państwa gruzińskiego. Po ogłoszeniu niepodległości przez Demokratyczną Republikę Gruzji 26 maja 1918 r., został wybrany do parlamentu. Kiedy wojska bolszewickie zajęły Gruzję na pocz. 1921 r., pozostał w kraju, organizując opór przeciwko władzy okupacyjnej. Był członkiem konspiracyjnego Komitetu Centralnego Gruzińskiej Partii Narodowo-Demokratycznej. Wkrótce został aresztowany, ale krótko potem wypuszczono go na wolność. W 1923 r. wyjechał na krótko do Turcji, a następnie powrócił do Francji. Stał się czołowym emigracyjnym działaczem narodowym. Był autorem licznych artykułów. W okresie II wojny światowej był początkowo stronnikiem Niemców, licząc na odzyskanie przy ich pomocy niepodległości przez Gruzję. Wiosną 1942 r. uczestniczył w konferencji w berlińskim hotelu "Adlon", po której stracił nadzieje na niemieckie wsparcie. Do końca wojny nie przejawiał większej aktywności.